# Cosmic Gate

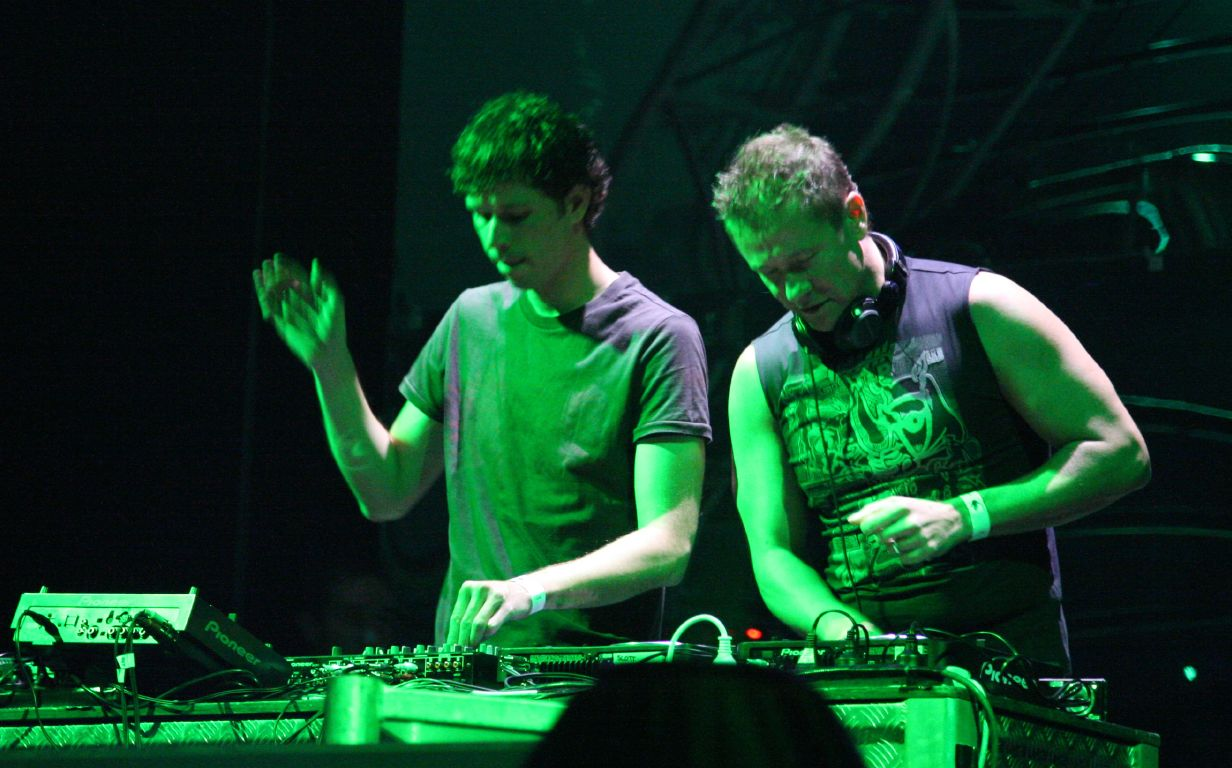
Cosmic Gate in 2006 bij een optreden in Melbourne, Australië. Links Claus Terhoeven (Nic Chagall) en rechts Stefan Bossems (DJ Bossi).

Cosmic Gate is een in 1997 opgericht tranceproject, geleid door de dj's Stefan Bossems (Mönchengladbach, 27 februari 1967, alias "DJ Bossi") en Claus Terhoeven (Duisburg, 10 november 1972, alias "Nic Chagall").

## Optredens
Cosmic Gate heeft opgetreden op vele festivals en feesten in hun thuisland Duitsland, maar ook in Nederland. De formatie was de hoofdact op het Utrechtse Trance Energy in 2003.

## Discografie

### Albums
- 2001 - Rhythm & Drums
- 2002 - No More Sleep
- 2004 - Back 2 Back Vol. 1
- 2005 - Back 2 Back Vol. 2
- 2006 - Earth Mover
- 2007 - Back 2 Back Vol. 3
- 2009 - Sign of the times
- 2010 - Back 2 Back Vol. 4
- 2011 - Back 2 The Future
- 2011 - Wake Your Mind
- 2014 - Start To Feel
- 2017 - Materia chapter.One
- 2017 - Materia chapter.Two

### Singles
- The Drums (mei 1999)
- Mental Atmosphere (november 1999)
- Somewhere Over The Rainbow / Fire Wire
- Exploration Of Space / Melt To The Ocean (januari 2001)
- Back To Earth/Hardcore (februari 2002)
- The Truth (juni 2002)
- The Wave / Raging [feat Jan Johnston] (november 2002)
- Human Beings (april 2003)
- Different Concept EP Part 1 (april 2004)
- Different Concept EP Part 2 (mei 2004)
- I Feel Wonderful - Feat. Jan Johnston (maart 2005)
- The Drums 2005 (september 2005)
- Should've Known (september 2006)
- Analog Feel (januari 2007)
- Body Of Conflict [feat. Denise Rivera] (september 2007)
- A Day That Fades [feat. Roxanne Emery] (juni 2008)
- Cosmic Gate feat. Emma Hewitt – Not Enough Time
- Cosmic Gate feat. Emma Hewitt - Be Your Sound
- Cosmic Gate feat. Emma Hewitt - Calm Down
- Armin van Buuren & Cosmic Gate - Embargo (2015)

### Remixes
- Green Court - Follow Me (Cosmic Gate Remix) (juli 1999)
- Beam vs. Cyrus & The Joker - Launch In Progress (Cosmic Gate Remix) (september 1999)
- Sash! - Adelante (Cosmic Gate Remix) (december 1999)
- E Nomine - E Nomine (Cosmic Gate Remix) (februari 2000)
- U 96 - Das Boot 2001 (Cosmic Gate Remix) (februari 2000)
- Bossi - To The Sky (Cosmic Gate Remix) (februari 2000)
- DJ Taucher - Science Fiction (Cosmic Gate Remix) (mei 2000)
- Der Verfall - Mussolini (Cosmic Gate Remix) (juni 2000)
- Beam & Yanou - Sound Of Love (Cosmic Gate Remix) (juli 2000)
- Balloon - Monstersound (Cosmic Gate Remix (november 2000)
- Aquagen - Lovemachine (Cosmic Gate Remix) (december 2000)
- Talla 2XLC - World In My Eyes (Cosmic Gate Remix) (februari 2001)
- Green Court - Inside Your Gate (Cosmic Gate Remix) (mei 2001)
- Safri Duo - Samb Adagio (Cosmic Gate Remix) (juli 2001)
- Vanessa Mae - White Bird (Cosmic Gate Remix) (augustus 2001)
- DJ Tiësto - Urban Train (Cosmic Gate Remix) (februari 2002)
- Miss Shiva - Dreams 2002 (Cosmic Gate Remix) (februari 2002)
- Blank & Jones - DJs, Fans & Freaks (D.F.F.) (Cosmic Gate Remix) (april 2002)
- Rank 1 - Awakening (Cosmic Gate Remix) (mei 2002)
- Ferry Corsten - Punk (Cosmic Gate Remix) (mei 2002)
- Sioux - Pho (Cosmic Gate Remix) (juni 2002)
- DuMonde - God Music (Cosmic Gate Remix) (juni 2002)
- 4 Strings - Diving (Cosmic Gate Remix) (juli 2002)
- Svenson & Gielen - Answer The Question (Cosmic Gate Remix) (november 2002)
- Age Of Love - Age Of Love (Cosmic Gate Remix) (juni 2004)
- Beam - Amun (Cosmic Gate Remix) (juli 2004)
- C.Y.B. - Now (Cosmic Gate Remix) (maart 2005)
- Armin van Buuren vs. Rank 1 - This World Is Watching Me (Cosmic Gate Remix) (januari 2007)
- Kirsty Hawkshaw vs. Tenishia - Outsiders (Cosmic Gate Remix) (februari 2007)
- Vincent De Moor - Fly Away (Cosmic Gate Remix) (september 2007)
- Oceanlab - Sirens Of The Sea (Cosmic Gate Vocal & Dub Mix) (april 2008)
- Veracocha - Carte Blanche (Cosmic Gate Remix) (mei 2008)
- DJ Tiësto feat. Jes - Everything (Cosmic Gate Remix) (mei 2008)
- deadmau5 - Clockwork (Cosmic Gate Remix) (juni 2008)
- Robbie Rivera - Departures (Cosmic Gate Remix) (december 2010)